# Barbro Fernek
Barbro Maria Fernek, född 31 mars 1926 i Sundsvall, död 1997, var en svensk konstnär.
Hon var dotter till lektorn Adolf Fernek och Anna Liljemark. Fernek studerade vid Otte Skölds målarskola i Stockholm 1945-1946 och vid Konsthögskolan 1947-1952.